# Partei der Unabhängigen
Partei der Unabhängigen (alemany Partit dels Independents PdU) fou un partit polític del Tirol del Sud, actiu de 1972 a 1988, i d'inspiració liberal-conservadora. Fou creat per tal de donar suport al candidat Hans Dietl a les eleccions legislatives italianes de 1972, qui es presentava al col·legi de Brixen en oposició al candidat del Südtiroler Volkspartei. Dietl no va aconseguir l'elecció i aleshores va fundar el Sozialdemokratische Partei Südtirols (SPS), però no tots els seus seguidors independents hi estigueren d'acord i decidiren fundar el seu propi partit.
Es presentà per primer cop a les eleccions regionals de 1973, però no va assolir representació. A les regionals de 1978 va assolir un 1,3% dels vots i el 2,4% a les de 1983, escollint com a consellers Hans Lunger i Gerold Meraner. El 1988 Meraner transformà el partit en el Freiheitliche Partei Südtirols.